# Filchnerella beicki
Filchnerella beicki är en insektsart som beskrevs av Willy Adolf Theodor Ramme 1931. Filchnerella beicki ingår i släktet Filchnerella och familjen Pamphagidae. Inga underarter finns listade i Catalogue of Life.